# Dolina Chochołowska Wyżnia

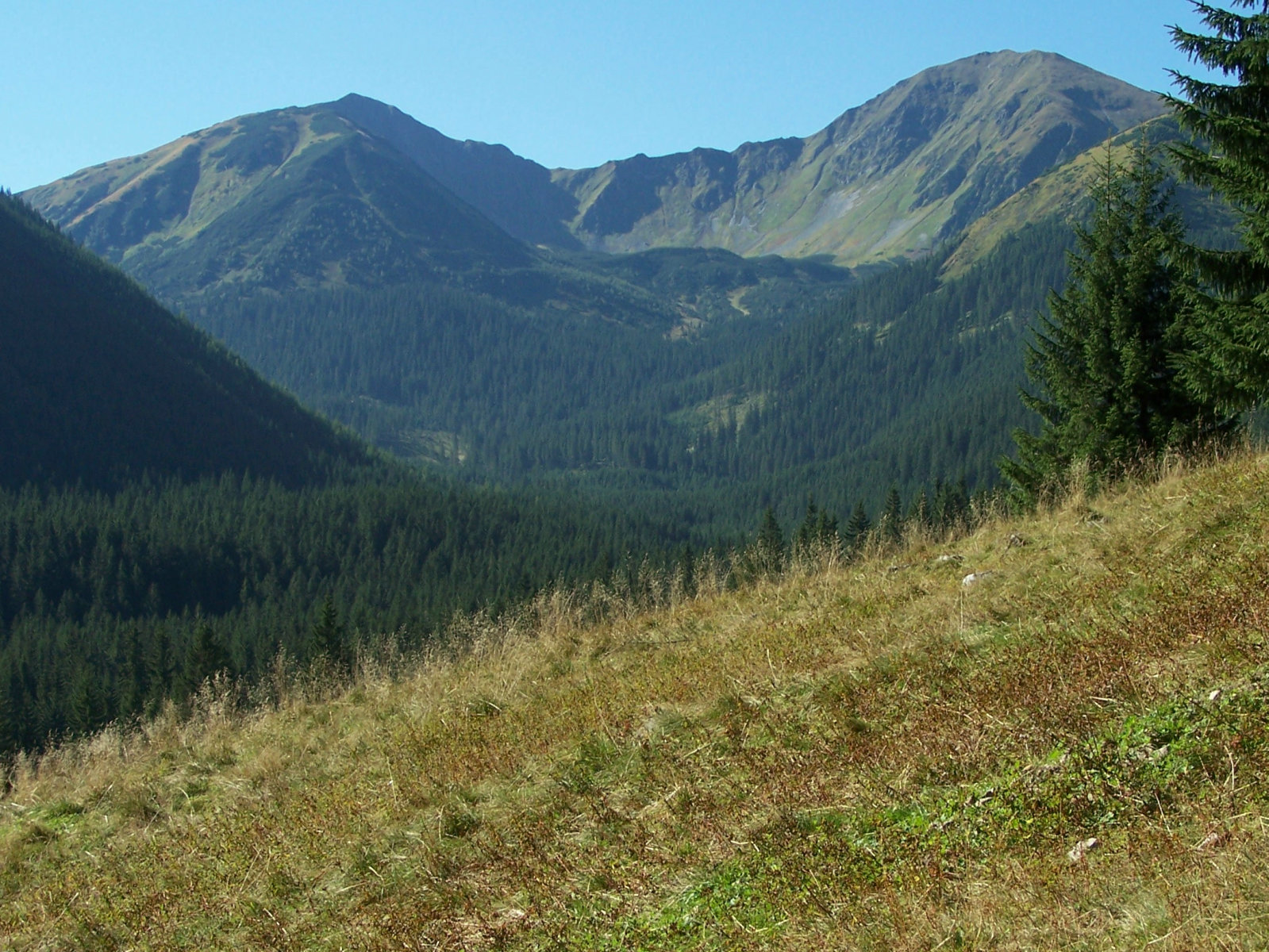
Blick vom Ornak

Die eiszeitlich durch Gletscher geformte Dolina Starorobociańska ist ein Tal in der polnischen Westtatra in der Woiwodschaft Kleinpolen. Es befindet sich auf dem Gemeindegebiet von Kościelisko im Powiat Tatrzański.

## Geographie
Das Tal ist ein  Seitental des Haupttals Dolina Chochołowska und ist von bis zu 2064 Meter hohen Bergen umgeben, u. a. dem Wołowiec. Die Felswände im Tal sind aus Kalkstein.
Das Tal fällt von Süden nach Norden von ungefähr 2064 Höhenmeter herab. Es wird vom Gebirgsfluss Wyżni Chochołowski Potok durchflossen. Die Gewässer des Tals fließen zu einem Teil unterirdisch. 

## Etymologie
Der Name lässt sich übersetzen als „Oberes Tal von Chochołów“. Der Name rührt von dem Ort Chochołów.

## Flora und Fauna
Das Tal liegt oberhalb und unterhalb der Baumgrenze und wird im oberen Bereich von Bergkiefern und im unteren Bereich von Nadelwald bewachsen. Das Tal ist Rückzugsgebiet für zahlreiche Säugetiere und Vogelarten.

## Klima
Im Tal herrscht Hochgebirgsklima.

## Almwirtschaft
Vor der Errichtung des Tatra-Nationalparks im Jahr 1954 wurde das Tal für die Almwirtschaft genutzt. Danach wurden die Eigentümer der Almen enteignet bzw. zum Verkauf gezwungen. Die größte Alm im Tal war die Polana Chochołowska Wyżnia. Im Tal befinden sich noch alte Almhütten. In den Jahren 1944 und 1945 wurden sie von Widerstandskämpfern als Unterschlupf genutzt.

## Tourismus
Durch das Tal führt ein Wanderweg 
- ▬ Vom Tal über auf den Gipfel Wołowiec

## Panorama

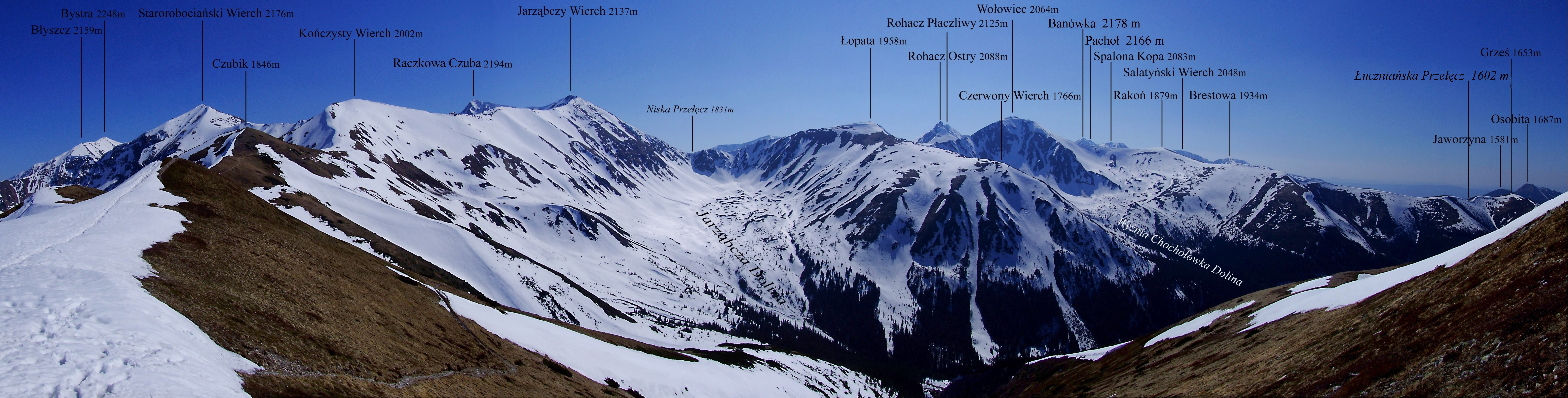
Blick vom Trzydniowiański Wierch